# Un puma bien frappé
Pour plus de détails, voir Fiche technique et Distribution.
Un puma bien frappé (Rabbit's Kin) est un cartoon réalisé par Robert McKimson, sorti en 1952 dans la série Merrie Melodies. Il met en scène Bugs Bunny et Pete le Puma.

## Synopsis
Un lapereau court à toute vitesse dans une forêt et tombe dans le terrier de Bugs : ce dernier arrête le lapereau qui lui raconte son histoire : alors qu'il se promenait, une grande créature est apparue et le poursuit. Bugs en conclut qu'il s'agit de Pete le puma : une patte griffue commence à sonder le terrier de Bugs qui lui envoie un bâton de dynamite déguisé en lapin. Bugs sort de son terrier et propose à Pete de le manger ; ce dernier se fait frapper par Bugs avant d'être invité à prendre le thé. Le lapin assomme pete lorsque le puma demande 3 ou 4 sucres et lui offre un cigare explosif que Pete lui a donné précédemment. Il réapparaît dans un déguisement peu convaincant de la mère du lapereau et se voit offrir une tasse de thé par Bugs, mais le puma lui préfère le café (cela donne moins mal à la tête) et se fait malgré tout avoir par bugs avec le coup des sucres; et bien qu'il se protège la tête avec une plaque en fonte, Bugs utilise un souleveur de plaque en fonte. Bugs et le lapereau décident de jouer un dernier tour au puma : ce dernier capture le lapereau et reçoit la visite de son cousin Paul Puma qui est en réalité Bugs déguisé. Pete s'assomme lui-même lorsqu'il se rend compte que Bugs l'a forcé à répondre à « t'en prends combien » et les deux lapins s'échappent de la caverne.